# Pachycondyla cavinodis
Pachycondyla cavinodis är en myrart som först beskrevs av Mann 1916.  Pachycondyla cavinodis ingår i släktet Pachycondyla och familjen myror. Inga underarter finns listade i Catalogue of Life.

## Bildgalleri

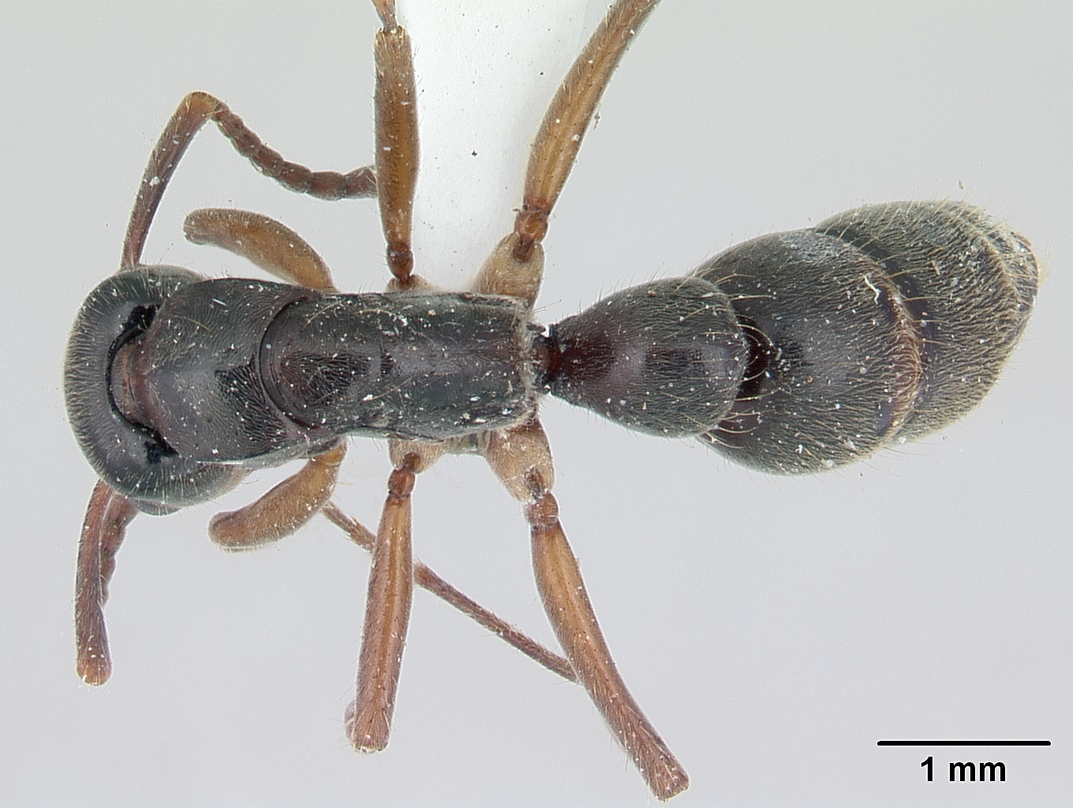
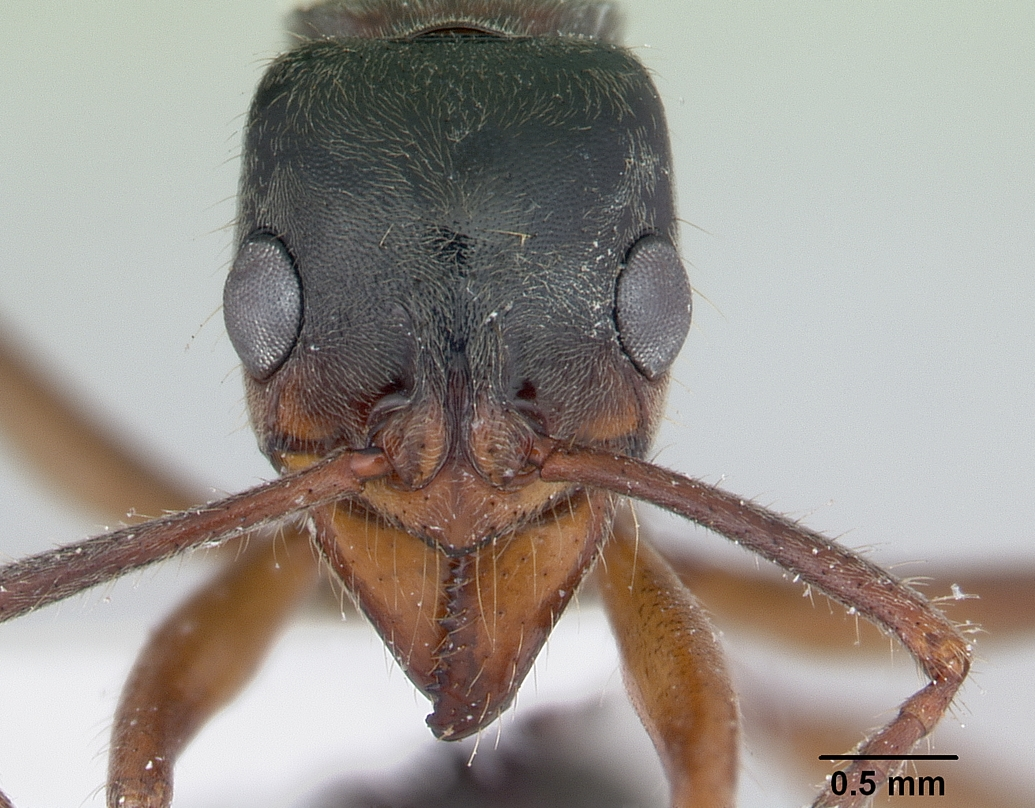
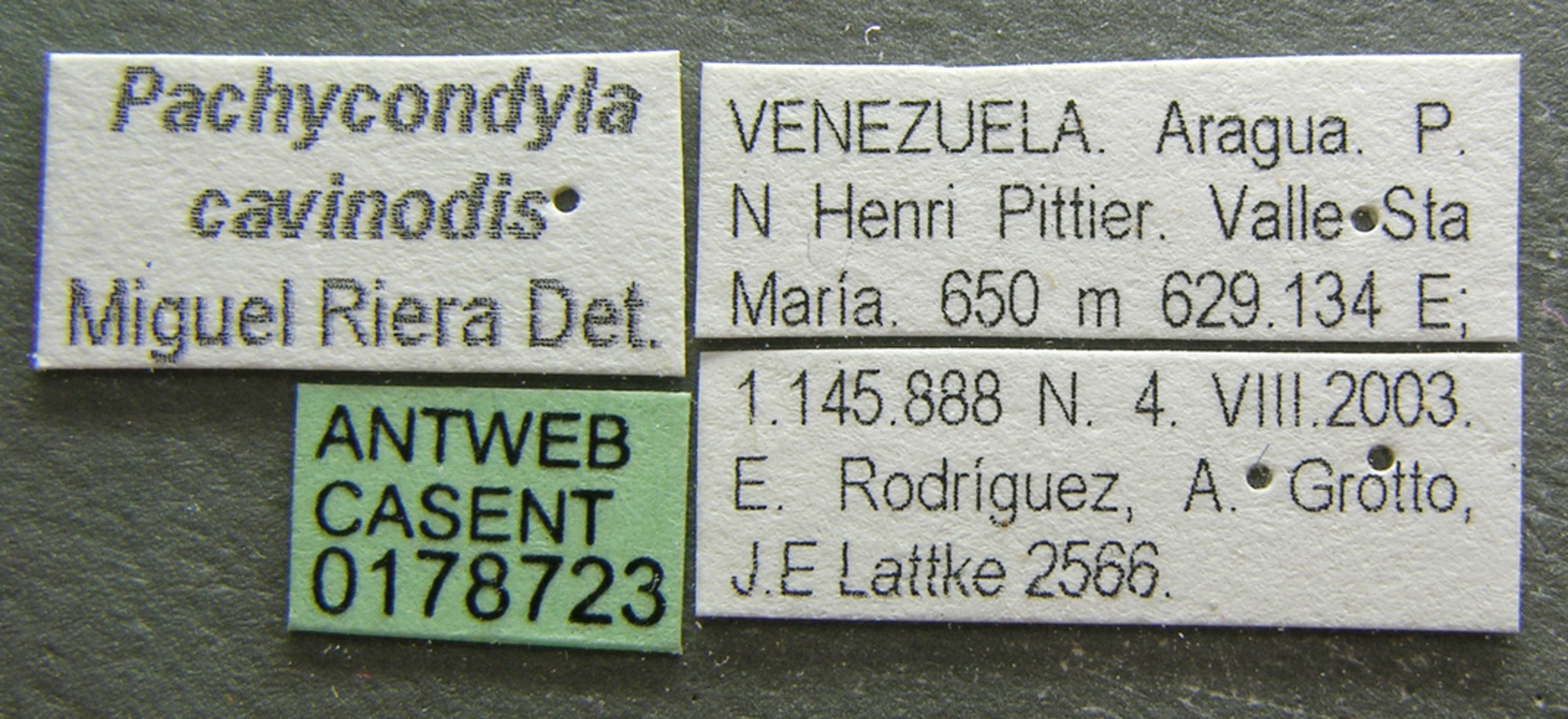
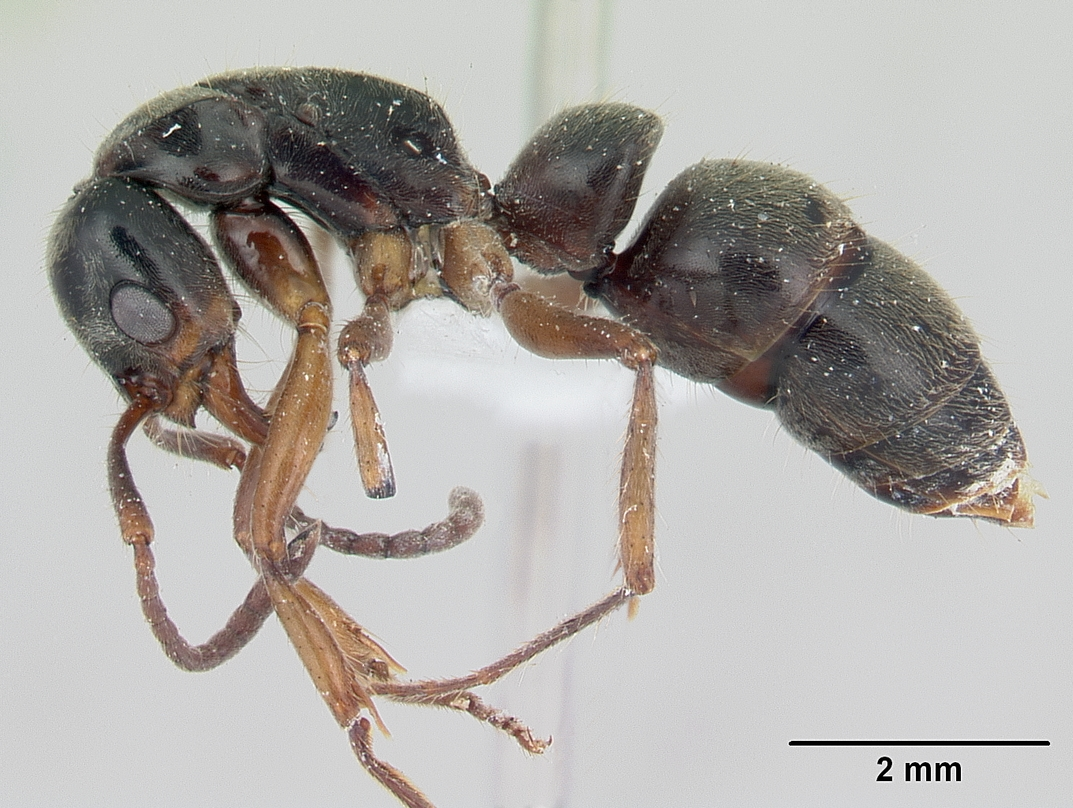